# Теракт в Нью-Йорке (2017)
Теракт в Нью-Йорке произошёл 31 октября 2017 года. Выходец из Узбекистана Сайфулла Саипов, управляя пикапом, на высокой скорости выехал на велодорожку в районе Нижнего Манхэттена, намеренно направляя автомобиль на людей. Преодолев около полутора километров, он врезался в школьный автобус. После этого Саипов покинул машину с криком «Аллаху Акбар», был ранен выстрелом в живот и задержан полицией. В результате атаки погибли 8 человек, по крайней мере 12 получили ранения. Ответственность за нападение взяло на себя Исламское государство (ИГ).
26 января 2023 года присяжные заседатели признали Саипова виновным по всем обвинениям в убийствах. 14 февраля 2023 года начался этап вынесения Саипову приговора, на котором обвинение добивалось назначения ему смертной казни. Присяжные не смогли прийти к единогласному решению о смертной казни ни по одному из обвинений, предъявленных Саипову, поэтому суд автоматически приговорил его к пожизненному заключению. По состоянию на апрель 2023 года он находится в центре содержания под стражей Metropolitan Detention Center, Brooklyn.

## Описание теракта
31 октября 2017 года около 14 часов Саипов арендовал машину в Пассейике (штат Нью-Джерси, входит в агломерацию Нью-Йорка) и направился на Манхэттен. В 15:05 он на большой скорости выехал на дорожку для велосипедистов, проложенную вдоль реки, и стал давить людей. Погибли 8 человек (2 американца, 5 туристов из Аргентины и 1 бельгийка). Проехав около 1,5 километров, он свернул с дорожки на перекрестке и врезался в школьный автобус, перевозивший детей-инвалидов. В результате пострадали 4 человека, находившиеся внутри, в том числе двое детей. После этого он с криком «Аллаху акбар!» выскочил из машины. В руках у него было оружие для пейнтбола и травматическое оружие. Полицейский по имени Райан Нэш ранил Саипова выстрелом в живот, после чего преступника задержали. В его пикапе нашли флаг ИГ и документ, в котором на арабском языке было написано «ИГ будет жить вечно!».
В больнице Саипова допросили следователи. По словам сотрудников спецслужб, он не раскаивался, а наоборот, хвастался тем, что совершил преступление.

## Преступник
Сайфулла Хабибуллаевич Саипов (род. 8 февраля 1988, Ташкент) иммигрировал в США в 2010 году из Ташкента (Узбекистан). Согласно соцсетям, до приезда в США он жил в городе Оше в Кыргызстане и в Вологде. В Америку он попал, выиграв лотерею грин-карт. Первое время Саипов жил у знакомых в Огайо. В 2013 году он женился на Нозиме Одиловой, также приехавшей из Ташкента. Первое время после свадьбы пара жила в Кайахога-Фолс в Огайо, где Саипов зарегистрировал две фирмы, занимавшиеся автомобильными перевозками. Позже Саипов с семьёй переехал во Флориду, где жил в Форт-Майерсе и в Тампе. Последние несколько месяцев перед терактом Саипов жил в Патерсоне (штат Нью-Джерси) и работал водителем в Uber. За 6 месяцев он совершил более 1400 поездок. В компании рассказали, что на него не было жалоб. В США Саипов ни разу не привлекался к уголовной ответственности и у него было лишь четыре штрафа за нарушение правил дорожного движения.
В 2015 году Саипова допросили агенты Министерства внутренней безопасности, так как он был замечен в связях с двумя людьми, находившимися под наблюдением подразделений по борьбе с терроризмом.

## Последствия
Средняя школа Стюверсант и другие школы, расположенные неподалёку от места теракта, были заблокированы на срок до трёх часов после сообщений о выстрелах. Несколько прилегающих улиц, включая Вест-стрит, Чеймберс-стрит и Мюррей-стрит, были закрыты для проведения расследования, что вызвало пробки по всему Нижнему Манхэттену. Движение автомобилей и пешеходов было восстановлено на следующий день после теракта, когда пикап был эвакуирован с места совершения теракта.

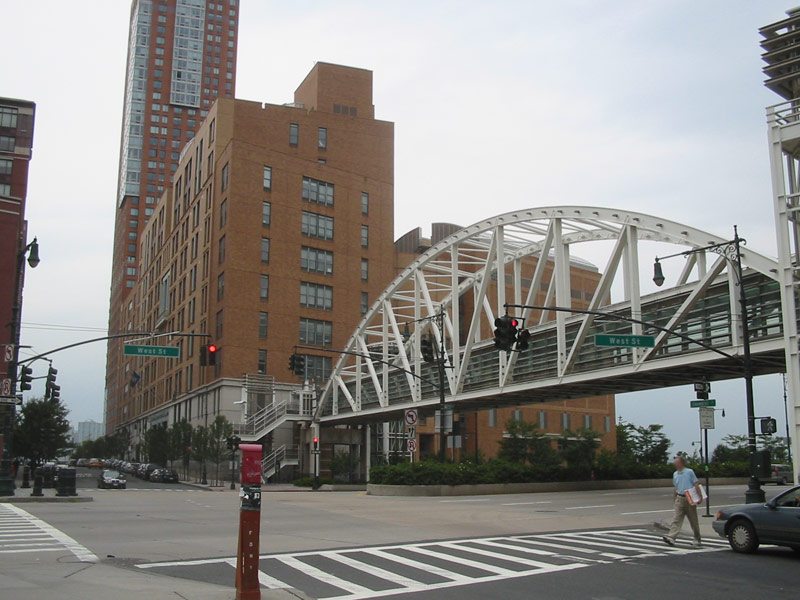
Перекрёсток Чеймберс-стрит и Уэст-стрит, где завершился теракт. Средняя школа Стюверсант (слева) была временно закрыта после сообщений о стрельбе

Президент Дональд Трамп поручил Министерству внутренней безопасности ужесточить «программу усиленной проверки». В Твиттере он выразил желание, чтобы Саипов был казнён, и первоначально заявил о намерении отправить его в тюрьму в Гуантанамо. Вслед за этим сестра Саипова обратилась с просьбой не спешить с казнью и предоставить Сайфулле «время» и «справедливое судебное разбирательство». Позже Трамп изменил свою позицию, заявив, что Саипов предстанет перед судом в уголовном суде Нью-Йорка. Мэр Нью-Йорка Билл Де Блазио назвал случившееся «крайне трусливым террористическим актом», а губернатор штата Нью-Йорк Эндрю Куомо подчеркнул: «Нью-Йорк — международный символ свободы и демократии. Мы гордимся этим, что также делает нас мишенью». В знак памяти о жертвах теракта он распорядился подсветить шпиль Всемирного торгового центра 1 красным, белым и синим — цветами американского флага.
Атака в Нью-Йорке стала вторым терактом, совершённым победителем диверсификационной лотереи, после стрельбы в Международном аэропорту Лос-Анджелес в 2002 году, проведённой египтянином Хешемом Мохамедом Хадаетом. В ответ на это Трамп призвал отменить программу лотереи иммиграционных виз и перейти на систему иммиграции, основанную на заслугах. Он также поручил Министерству внутренней безопасности ужесточить и без того строгую политику проверки. Он возложил ответственность на сенатора-демократа от Нью-Йорка Чака Шумера, саркастически назвав лотерейную программу «прелестью Чака Шумера». Программа лотереи была частью законопроекта об иммиграции, который был принят обеими палатами Конгресса, поддержан обеими партиями и вступил в силу после подписания республиканским президентом Джорджем Бушем в 1990 году. Шумер ответил на нападение Трампа, сказав: «Полагаю, уже не слишком рано политизировать трагедию». Также он обвинил Трампа в попытке разобщить страну и желании при помощи бюджетных предложений сократить антитеррористическое финансирование. Республиканский сенатор от штата Аризона Джефф Флэйк выступил в защиту Шумера, заявив, что предложения двухпартийной «Банды восьми», в которую входит он и Шумер, могли устранить лотерею виз.

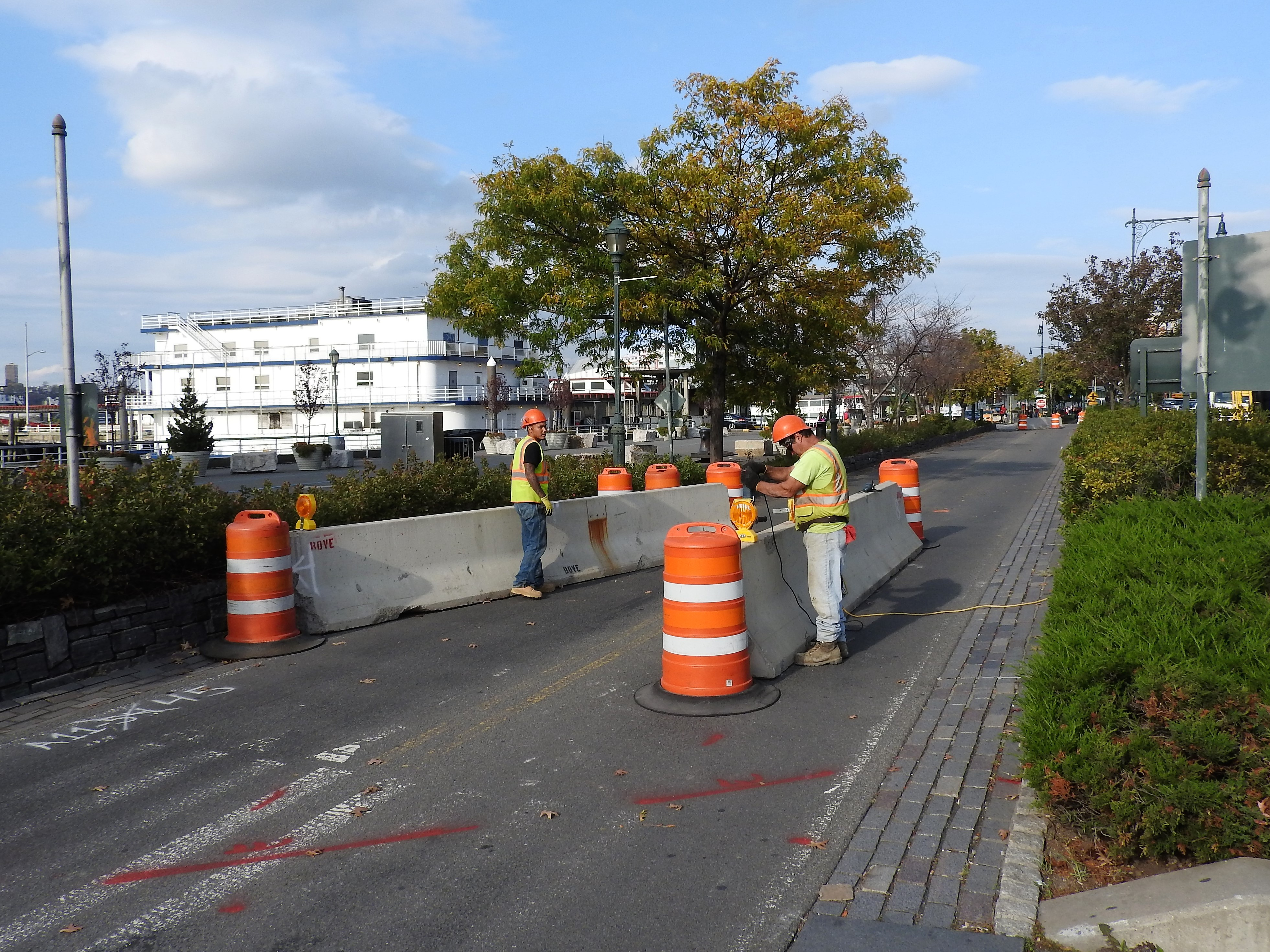
Установление заграждений в Мидтауне

После происшествия несколько СМИ сообщили о том, как легко было съехать, случайно или намеренно, на велосипедную дорожку парка Гудзон-Ривер. Организация Transportation Alternatives добивалась установления защитных столбов с тех пор, как в 2006 году на велосипедной дорожке произошло два ДТП, которые привели к гибели людей, однако город игнорировал проблемы безопасности и проводил лишь эстетические улучшения дорожки. Власти штата и города также начали работать над улучшением мер безопасности на велосипедной дорожке, и через два дня после теракта на дорожке было начато установление временных бетонных заграждений. Временные заграждения были установлены к 3 ноября.
Исламское государство взяло на себя ответственность за теракт в 104-м издании своего еженедельного информационного бюллетеня al-Naba, при этом Саипов был назван «солдатом халифата», который ответил на призыв ИГ к нападению на «граждан стран-крестоносцев, участвующих в союзе против Исламского государства».
Менее чем через четыре часа после происшествия массовый Хеллоуин-парад в Нью-Йорке, начавшийся на Шестой авеню в шести кварталах к востоку от места атаки, продолжился, как и планировалось. Мэр де Блазио и губернатор штата Нью-Йорк Куомо приняли участие в параде.
6 ноября президент Аргентины Маурисио Макри и его жена Хулиана Авада возложили цветы на месте теракта и встретились с пережившими атаку аргентинцами.